# Pirata felix
Pirata felix là một loài nhện trong họ Lycosidae.
Loài này thuộc chi Pirata. Pirata felix được Octavius Pickard-Cambridge miêu tả năm 1898.